# 山口宇部道路

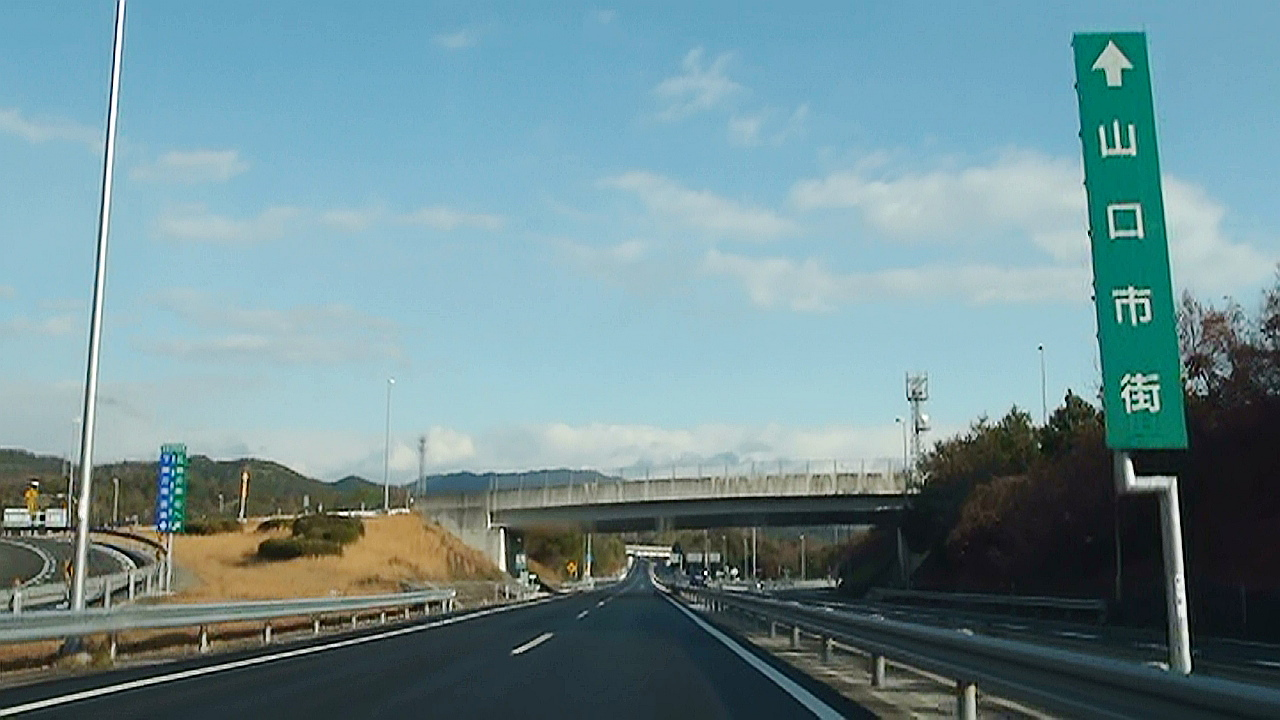
嘉川IC付近から山口市街方面を望む

山口宇部道路（やまぐちうべどうろ、英語: YAMAGUCHI-UBE ROAD）は、山口県山口市朝田の朝田インターチェンジ (IC) から、同県宇部市西岐波の宇部南ICに至る道路であり、このうち朝田IC - 宇部東IC間は自動車専用道路となっている。また、地域高規格道路 山口宇部小野田連絡道路の一部であり、全線が山口県道6号山口宇部線に指定されている。
高速道路ナンバリングによる路線番号は、嘉川IC - 宇部ジャンクション (JCT) 間が、広島岩国道路を含む山陽自動車道および、山陽自動車道 宇部下関線と小郡道路とともに、「E2」が割り振られている。また、朝田IC - 嘉川ICと宇部JCT - 宇部南IC間には、路線番号は割り振られていない。

## 概要
山口市朝田と宇部市大沢を結ぶ一般有料道路「山口宇部有料道路」として事業化され、1975年（昭和50年）2月27日に第1期区間の嘉川インターチェンジ (IC) - 宇部南IC間が開通した。同区間の道路規格は第3種第2級（設計速度60km/h）として設計され、暫定2車線で開通、1973年（昭和48年）2月の着工から75億円の事業費が投入された。
第1期区間のうち嘉川IC - 宇部東IC間は、2001年（平成13年）3月10日に4車線化とともに道路規格も第1種第3級（設計速度80km/h）へと改築され、国道2号小郡道路とあわせて「山陽自動車道に並行する一般国道自動車専用道路」（A'路線）に指定された。宇部東IC - 宇部南IC間については引き続き一般道路扱いのため、原動機付自転車と排気量125 cc以下の自動二輪車、小型特殊自動車および軽車両も通行できる。
第2期区間として計画された朝田IC - 嘉川IC間は、第1期区間に続いて1975年（昭和50年）4月に着工し1978年（昭和53年）の開通を予定していた。しかし、オイルショックによる建設費高騰や日本政府の金融引き締め政策による利子上昇により、有料道路としての全線の事業費が当初150億円から220億円に膨らみ、第1期区間も計画交通量に対し実績交通量が伸び悩むなど事業採算性が悪化した。
このため第2期区間は山口県が建設する無料の自動車専用道路として再計画され地域高規格道路の「山口宇部道路」に指定、2011年（平成23年）7月31日に全線が開通した。同区間の道路規格は改築後の第1期区間と同様に第1種第3級（設計速度80km/h）で設計され、暫定2車線で開通した。また、流通センターIC - 長谷IC間に中国自動車道と接続する小郡ジャンクション (JCT) が建設され、2016年（平成28年）3月27日に供用を開始した。
有料道路としての山口宇部有料道路は山口県道路公社が管理し、料金徴収期間は当初2005年（平成17年）2月26日まで、後に前述の嘉川IC - 宇部東IC間の4車線化改築に伴い2027年（平成39年・改元後の令和9年）1月3日までに変更されていたが、山口県の公社改革に伴い2012年（平成24年）3月31日に同公社は廃止され、2012年（平成24年）3月28日に無料開放された。無料開放後は山口県が管理している。
有料道路としての料金徴収は開通時より料金所にて有人により行なっていたが、2008年（平成20年）9月1日に嘉川・由良料金所と阿知須IC、宇部東・宇部南料金所でETCの運用および、ETC時間帯割引を開始していた。また、運用開始以前はETC無線通行はできなかった。無料開放後は、ETCに関連する機器はすべて撤去されている。

## インターチェンジなど
- IC番号欄の背景色が■である区間は既開通区間に該当する。
施設欄の背景色が■である区間は未開通区間または未供用施設に該当する。
- 路線名の特記がないものは市道。
- バスストップ (BS) のうち、○/●は運用中、◆は休止中の施設。無印はBSなし。
- 英略字は以下の項目を示す。
IC：インターチェンジ、JCT：ジャンクション、TB：本線料金所、BS：バスストップ
- 自動車専用道路区間は朝田IC - 宇部東IC間で、一般道路区間は宇部東IC - 宇部南IC間。
- 全区間山口県に所在。

| IC 番号 | 施設名                    | 接続路線名                                | 起点 から (km) | BS | 備考                        | 所在地 |
| ------- | ------------------------- | ----------------------------------------- | -------------- | -- | --------------------------- | ------ |
| -       | 朝田IC                    | 県道6号山口宇部線 国道9号（山口バイパス） | 0.0            |    | キロポスト (KP) は0.1KPから | 山口市 |
| -       | 流通センターIC            |                                           | 2.7            |    |                             | 山口市 |
| 34-1    | 小郡JCT                   | E2A 中国自動車道                          | 3.8            | -  | 中国道 小郡ICの相互利用不可 | 山口市 |
| -       | 長谷IC                    | 県道214号新山口停車場長谷線               | 8.5            |    |                             | 山口市 |
| -       | 嘉川IC                    | E2 小郡道路（国道2号）                    | 13.8           |    |                             | 山口市 |
| -       | 由良IC                    | 県道25号宇部防府線 （南部海岸道路）       | 17.0           |    | 2015年6月10日フルIC化       | 山口市 |
| -       | 嘉川・由良TB              | -                                         | 18.3           | -  | 2012年3月28日廃止           | 山口市 |
| -       | 阿知須IC                  | [ 注釈 7 ]                                | 18.6           |    | 2012年3月28日料金所廃止     | 山口市 |
| 42      | 宇部JCT                   | E2 山陽自動車道 宇部下関線                | 21.1           | -  |                             | 宇部市 |
| -       | 宇部東・宇部南TB          | -                                         | 21.6           | -  | 2012年3月28日廃止           | 宇部市 |
| -       | 宇部東IC                  |                                           | 22.1           |    | 自動車専用道路は22.3KPまで  | 宇部市 |
| -       | 片倉IC                    | 県道219号西岐波吉見線                     | 24.8           |    | 宇部南IC方面出入口          | 宇部市 |
| -       | 宇部南TB                  | -                                         | 25.1           | -  | 宇部東料金所と統合し廃止    | 宇部市 |
| -       | 岡の辻IC                  |                                           | 26.1           |    | 宇部JCT方面出入口           | 宇部市 |
| -       | 宇部南IC （大沢西交差点） | 国道190号 県道220号宇部空港線             | 27.8           |    |                             | 宇部市 |

上記のほかに、平面交差点が片倉IC - 岡の辻IC間に1か所、岡の辻IC - 宇部南IC間に2か所存在する。
また、宇部東IC - 宇部南IC間のキロポストは、開通当初から設置されていなかったが、2020年度（令和2年度）に設置された。

## 歴史
- 1975年（昭和50年）2月27日 : 嘉川インターチェンジ (IC) - 宇部南IC間が、一般有料道路 山口宇部有料道路として開通する[1][注釈 10]。
- 1993年（平成5年）5月11日 : 山口県道6号山口宇部線が、主要地方道 山口宇部線に建設省[注釈 11]から指定される[13]。
- 2001年（平成13年）
  - 3月10日 : 嘉川IC - 宇部東IC間が4車線化する[1]。
  - 3月11日 : 宇部ジャンクション (JCT) が供用開始し、山陽自動車道 宇部下関線と接続する[14][注釈 12]。
- 2008年（平成20年）9月1日 : 嘉川・由良料金所と阿知須IC料金所、宇部東・宇部南料金所でETCの運用および、ETC時間帯割引を開始する[10][11]。
- 2011年（平成23年）7月31日 : 朝田IC - 嘉川IC間が地域高規格道路 山口宇部道路として開通する[1][4]。
- 2012年（平成24年）
  - 3月28日 : 一般有料道路 山口宇部有料道路が無料開放され[1]、嘉川・由良料金所と阿知須IC料金所、宇部東・宇部南料金所が廃止され[12][注釈 13]、道路名が山口宇部道路に統一される。
  - 3月31日 : 山口県道路公社が廃止される[8]。
- 2015年（平成27年）6月10日 : 由良ICがフルIC化する[6]。
- 2016年（平成28年）3月27日 : 小郡JCTが供用開始し、中国自動車道と接続する[4][6]。
- 2020年度（令和2年度） : 開通当初から設置されていなかったキロポストが、宇部東IC - 宇部南IC間に設置される。

## 路線状況

### 車線・最高速度
| 区間                | 車線 上下線=上り線+下り線 | 最高速度 | 設計速度 |
| ------------------- | ------------------------- | -------- | -------- |
| 朝田IC - 嘉川IC     | 2=1+1 （暫定2車線）       | 70 km/h  | 80 km/h  |
| 嘉川IC - 宇部東IC   | 4=2+2                     | 80 km/h  | 80 km/h  |
| 宇部東IC - 宇部南IC | 2=1+1 （暫定2車線）       | 60 km/h  | 60 km/h  |

### 道路管理者
- 山口県[9][注釈 14]

2012年（平成24年）3月28日までは山口県道路公社が管理していた。

### 交通量
24時間交通量（台）道路交通センサス
| 区間 | 平成17(2005)年度 | 平成22(2010)年度 | 平成27(2015)年度 |
| --- | ---------------- | ---------------- | ---------------- |
| 朝田IC - 流通センターIC                                                                                 | 調査当時未開通   | 調査当時未開通   | 21,063           |
| 流通センターIC - 小郡JCT                                                                                | 調査当時未開通   | 調査当時未開通   | 21,706           |
| 小郡JCT - 長谷IC                                                                                        | 調査当時未開通   | 調査当時未開通   | 21,706           |
| 長谷IC - 嘉川IC                                                                                         | 調査当時未開通   | 調査当時未開通   | 21,799           |
| 嘉川IC - 由良IC                                                                                         | 6,439            | 7,097            | 28,493           |
| 由良IC - 阿知須IC                                                                                       | 6,439            | 7,097            | 32,370           |
| 阿知須IC - 宇部JCT                                                                                      | 6,439            | 7,567            | 30,651           |
| 宇部JCT - 宇部東IC                                                                                      | 4,196            | 3,996            | 25,295           |
| 宇部東IC - 片倉IC                                                                                       | 9,289            | 3,996            | 25,295           |
| 片倉IC - 岡の辻IC                                                                                       | 9,289            | 9,069            | 23,674           |
| 岡の辻IC - 宇部南IC                                                                                     | 9,289            | 9,069            | 23,674           |
| 出典 : 国土交通省ホームページより下記の一部データを抜粋して作成 - 平成27年度 全国道路・街路交通情勢調査 |                  |                  |                  |

令和2年度に実施予定だった交通量調査は、新型コロナウイルスの影響で延期された。

## 地理

### 通過する自治体
- 山口県
  - 山口市 - 宇部市

### 接続する高速道路
- E2A 中国自動車道
- E2 小郡道路
- E2 山陽自動車道 宇部下関線